# Acropoma argentistigma
Acropoma argentistigma is een  straalvinnige vissensoort uit de familie van acropomaden (Acropomatidae). De wetenschappelijke naam van de soort werd voor het eerst geldig gepubliceerd in 2002 door Okamoto & Ida.